# Supercopa Gibralteña 2013
La Supercopa Gibralteña del 2013 fue una competición que se disputó a partido único en el Estadio Victoria el 8 de diciembre del 2012. Se enfrentaron el campeón de la Gibraltar Football League 2012/13 y de la Rock Cup 2013, el St. Joseph's fue campeón al ganarle 2:0 al Lincoln.
|           | - |                |
| Lincoln 0 | - | St. Joseph's 2 |
| --------- | - | -------------- |

|                        |
| Campeón                |
| St. Joseph's 1º título |